# Каморра, или Сложное переплетение женских судеб
«Каморра, или Сложное переплетение женских судеб» (итал. Camorra / Un complicato intrigo di donne, vicoli e delitti) — детектив Лины Вертмюллер.

## Сюжет
Действие фильма происходит в Неаполе. Бывшая проститутка, а ныне совладелица танцевальной студии Аннунциата становится свидетельницей убийства торговца наркотиками в тот самый момент, когда он пытался её изнасиловать. Она не видела убийцу, так как в момент убийства упала в обморок. Однако семья убитого ей не верит и надеется узнать имя убийцы. В тот же день в соседних кварталах находят ещё несколько трупов. Все они — торговцы наркотиками и все убиты одним и тем же способом. Капитан полиции, ведущий расследование, подозревает Аннунциату, а она, в свою очередь, уверена, что убийца — её старый знакомый, гангстер Фрэнки. Но всё оказывается гораздо сложнее…

## В ролях
- Анхела Молина — Аннунциата — Премия «Давид ди Донателло» за лучшую женскую роль (1986)
- Харви Кейтель — Фрэнки
- Иза Даниэли — Кармела
- Паоло Боначелли — Танго
- Франсиско Рабаль — Гвальоне

Фильм получил в 1986 три премии Давид ди Донателло: за лучшую женскую роль, за лучшую операторскую работу (Джузеппе Ланчи) и за лучшую сценографию (Энрико Джоб).